# Фільтр Чебишова
Фільтр Чебишова — один з типів лінійних аналогових чи цифрових фільтрів, відмінною особливістю якого є більш крутий спад амплітудно-частотною характеристики (АЧХ) та значні пульсації амплітудно-частотної характеристики на частотах смуг пропускання (фільтр Чебишова I роду) та придушення (фільтр Чебишова II роду), чим у фільтрів інших типів. Фільтр отримав назву в честь відомого російського математика XIX століття Пафнутія Львовича Чебишова, так як характеристики цього фільтра основуються на многочленах Чебишова.
Фільтри Чебишова зазвичай використовуються там, де необхідно з допомогою фільтра невеликого порядку забезпечити необхідні характеристики АЧХ, в особливості, хороше придушення частот з смуги придушення, та при цьому гладкість АЧХ на частотах смуг пропускання та придушення не стільки важлива.
Розрізняють фільтри Чебишова I та II родів.